# Interface Wiegand
 (septembre 2008).
Sa qualité peut être largement améliorée en utilisant un vocabulaire plus directement compréhensible.
L'interface Wiegand est un type de câblage standard découlant de la popularité des  lecteurs de cartes Wiegand dans les années 1980. Il est fréquemment utilisé pour connecter un lecteur de carte avec le reste d'un système d'entrée électronique.
L'interface Wiegand utilise trois fils :
- un commun ;
- deux  fils de transmission de données généralement appelés DATA0 (Data Low) et DATA1 (Data High).

Selon le principe du binaire, en l'absence de données DATA0 et DATA1 sont au potentiel haut (1). Quand un 0 est envoyé le DATA0 est à 0 tandis que DATA1 reste à 1. Quand un 1 est envoyé le DATA0 est à 1 tandis que DATA1 est 0.
Le haut potentiel (1) est généralement 5VDC et s'accommode de longs câbles (la plupart des fabricants de lecteur annoncent un maximum de 150 mètres).
Le protocole de communication utilisé sur une interface Wiegand est connu sous le nom de Wiegand protocole. L'original Wiegand a un format 1 bit de parité, 8 bits de code site, 16 bits de code d'identification, et un bit d'arrêt pour un total de 26 bits. Le premier bit de parité est calculé à partir des 12 premiers bits du code et la moyenne mobile bit de parité du dernier 12 bits. Toutefois, de nombreuses implémentations incompatibles et extensions au format de base existent.
Un avantage de la signalisation Wiegand format est qu'il permet de très longs câbles, bien plus que les autres standards d'interface de son époque.